# La Bruyère (Haute-Saône)
Pour les articles homonymes, voir La Bruyère.
La Bruyère est une commune française située dans le département de la Haute-Saône, la région culturelle et historique de Franche-Comté et la région administrative Bourgogne-Franche-Comté.

## Géographie

### Description
La Bruyère est un petit village de la région des Mille étangs, dans le secteur extrême nord-ouest du canton de Faucogney-et-la-Mer, à quelques kilomètres de Luxeuil-les-Bains, près de la route départementale no 370.
Son territoire communal s'étend sur 6,32 km2 et varie d'une altitude de 309 m à 426 m.

### Hydrographie

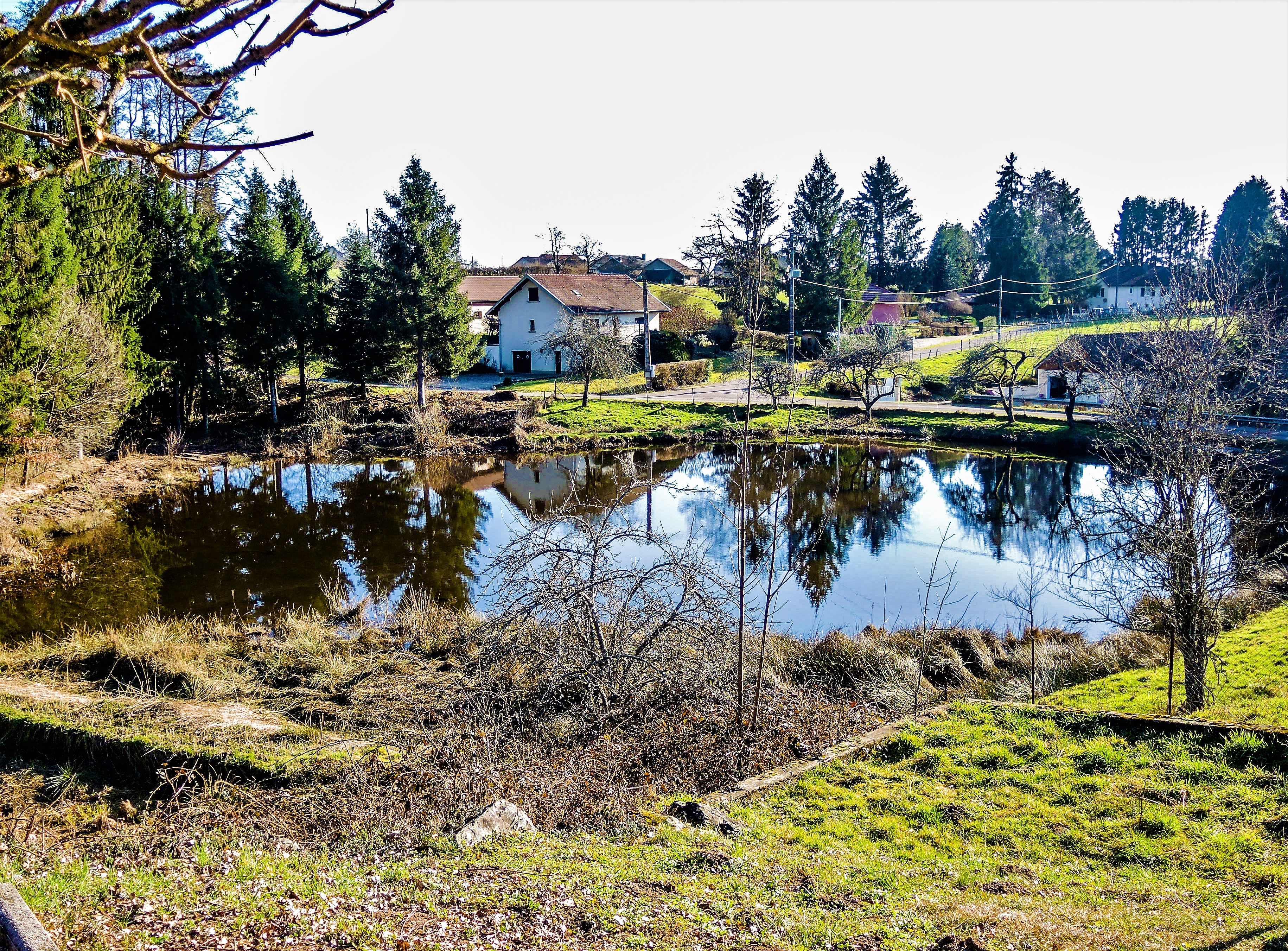
Etang sur le Ruisseau des Écrevisses au Moulin des Piquarts.

Le territoire de la commune est limité au nord et au nord-est par le lit du Breuchin, un affluent très abondant de la Lanterne en rive droite, et donc un sous-affluent du Rhône par la Lanterne, puis la Saône.
Plusieurs ruisseaux drainent ce territoire marqué par la présence de plusieurs étangs.

### Climat
Pour des articles plus généraux, voir Climat de la Bourgogne-Franche-Comté et Climat de la Haute-Saône.
En 2010, le climat de la commune est de type climat de montagne, selon une étude du Centre national de la recherche scientifique s'appuyant sur une série de données couvrant la période 1971-2000. En 2020, Météo-France publie une typologie des climats de la France métropolitaine dans laquelle la commune est exposée à un climat semi-continental et est dans la région climatique  Lorraine, plateau de Langres, Morvan, caractérisée par un hiver rude (1,5 °C), des vents modérés et des brouillards fréquents en automne et hiver. 
Pour la période 1971-2000, la température annuelle moyenne est de 9,6 °C, avec une amplitude thermique annuelle de 17,3 °C. Le cumul annuel moyen de précipitations est de 1 348 mm, avec 13,3 jours de précipitations en janvier et 10,6 jours en juillet. Pour la période 1991-2020, la température moyenne annuelle observée sur la station météorologique de Météo-France la plus proche, « Luxeuil », sur la commune de Saint-Sauveur à 5 km à vol d'oiseau, est de 10,8 °C et le cumul annuel moyen de précipitations est de 977,3 mm. 
La température maximale relevée sur cette station est de 38,9 °C, atteinte le 25 juillet 2019 ; la température minimale est de −25,9 °C, atteinte le 16 janvier 1966,,. 
Les paramètres climatiques de la commune ont été estimés pour le milieu du siècle (2041-2070) selon différents scénarios d'émission de gaz à effet de serre à partir des nouvelles projections climatiques de référence DRIAS-2020. Ils sont consultables sur un site dédié publié par Météo-France en novembre 2022.

## Urbanisme

### Typologie
Au 1er janvier 2024, La Bruyère est catégorisée commune rurale à habitat très dispersé, selon la nouvelle grille communale de densité à sept niveaux définie par l'Insee en 2022.
Elle est située hors unité urbaine. Par ailleurs la commune fait partie de l'aire d'attraction de Luxeuil-les-Bains, dont elle est une commune de la couronne,. Cette aire, qui regroupe 41 communes, est catégorisée dans les aires de moins de 50 000 habitants,.

### Occupation des sols
L'occupation des sols de la commune, telle qu'elle ressort de la base de données européenne d’occupation biophysique des sols Corine Land Cover (CLC), est marquée par l'importance des territoires agricoles (53,7 % en 2018), en diminution par rapport à 1990 (56,1 %). La répartition détaillée en 2018 est la suivante : 
forêts (43,9 %), prairies (32,7 %), zones agricoles hétérogènes (21 %), zones urbanisées (1,8 %), milieux à végétation arbustive et/ou herbacée (0,7 %). L'évolution de l’occupation des sols de la commune et de ses infrastructures peut être observée sur les différentes représentations cartographiques du territoire : la carte de Cassini (XVIIIe siècle), la carte d'état-major (1820-1866) et les cartes ou photos aériennes de l'IGN pour la période actuelle (1950 à aujourd'hui).

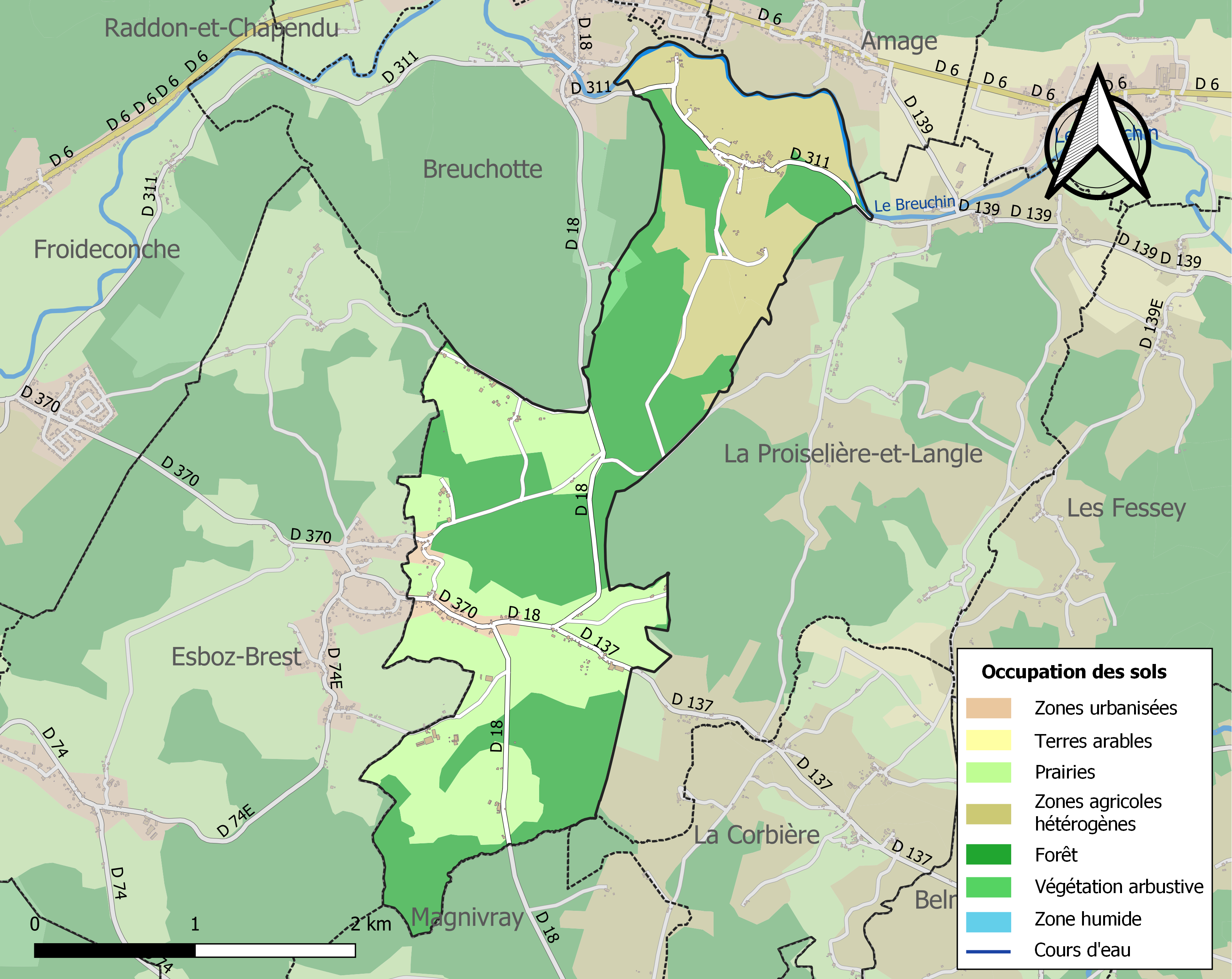
Carte des infrastructures et de l'occupation des sols de la commune en 2018 (CLC).

### Habitat et logement
En 2018, le nombre total de logements dans la commune était de 114, alors qu'il était de 108 en 2013 et de 99 en 2008.
Parmi ces logements, 81,8 % étaient des résidences principales, 11,9 % des résidences secondaires et 6,4 % des logements vacants. Ces logements étaient pour 88,2 % d'entre eux des maisons individuelles et pour 10,9 % des appartements.
Le tableau ci-dessous présente la typologie des logements à La Bruyère en 2018 en comparaison avec celle de la Haute-Saône et de la France entière. Une caractéristique marquante du parc de logements est ainsi une proportion de résidences secondaires et logements occasionnels (11,9 %) supérieure à celle du département (6,2 %) et à celle de la France entière (9,7 %). Concernant le statut d'occupation de ces logements, 74,4 % des habitants de la commune sont propriétaires de leur logement (81,4 % en 2013), contre 68,7 % pour la Haute-Saône et 57,5 pour la France entière.
| Typologie                                               | La Bruyère | Haute-Saône | France entière |
| ------------------------------------------------------- | ---------- | ----------- | -------------- |
| Résidences principales (en %)                           | 81,8       | 83          | 82,1           |
| Résidences secondaires et logements occasionnels (en %) | 11,9       | 6,2         | 9,7            |
| Logements vacants (en %)                                | 6,4        | 10,8        | 8,2            |

## Toponymie
Le nom de la commune proviendrait de l'ancien français Bruiera, du bas latin Brugera  et désignait un  lieu inculte, des landes ou des terrains de pâture.

## Politique et administration

Carte départementale représentant en rouge la Communauté de communes des 1000 étangs.

### Rattachements administratifs et électoraux
La commune fait partie de l'arrondissement de Lure du département de la Haute-Saône, en région Bourgogne-Franche-Comté. Pour l'élection des députés, elle dépend de la deuxième circonscription de la Haute-Saône.
La commune faisait partie depuis 1793 du canton de Faucogney-et-la-Mer. Dans le cadre du redécoupage cantonal de 2014 en France, la commune fait désormais partie du canton de Mélisey.

### Intercommunalité
La commune fait partie de la communauté de communes des mille étangs créée fin 2002.

### Liste des maires
| Période                                  | Période                       | Identité                     | Étiquette | Qualité                         |
| ---------------------------------------- | ----------------------------- | ---------------------------- | --------- | ------------------------------- |
| Les données manquantes sont à compléter. |                               |                              |           |                                 |
| 1959                                     | mars 2001                     | Gilbert Grosjean (1926-2010) | DVG       | Agriculteur                     |
| mars 2001                                | mars 2008                     | Alain Seguin                 |           |                                 |
| mars 2008                                | août 2016                     | Anne-Marie Simonin           |           | Décédée en fonction             |
| octobre 2016                             | En cours (au 2 décembre 2020) | Bernard Girard               |           | Réélu pour le mandat 2020-2026, |

### Politique de développement durable
Un verger conservatoire  communal avec près de 60 porte-greffes a été planté à La Bruyère en 2018,,.

## Équipements et services publics
La commune dispose d'une salle culturelle.

### Eau et déchets
Compte-tenu de sa géographie, la commune dispose de deux réseaux d'adduction d'eau, l'un desservant La Bruyère-du-Haut, et l'autre La Bruyère-du-Bas et Les Picquards. Ce dernier, insuffisant en période de sécheresse, a été connecté à celui su syndicat du Bois des Hauts, après un épisode où l'eau n'a pas été potable pendant plus de 40 jours en 2016,.

### Culture
Une cabane à livres a été aménagée dans l'abribus construit en 2018,.

## Démographie
L'évolution du nombre d'habitants est connue à travers les recensements de la population effectués dans la commune depuis 1793. Pour les communes de moins de 10 000 habitants, une enquête de recensement portant sur toute la population est réalisée tous les cinq ans, les populations de référence des années intermédiaires étant quant à elles estimées par interpolation ou extrapolation. Pour la commune, le premier recensement exhaustif entrant dans le cadre du nouveau dispositif a été réalisé en 2006.

En 2022, la commune comptait 169 habitants, en évolution de −21,03 % par rapport à 2016 (Haute-Saône : −1,4 %, France hors Mayotte : +2,11 %).
| 1793 | 1800 | 1806 | 1821 | 1831 | 1836 | 1841 | 1846 | 1851 |
| ---- | ---- | ---- | ---- | ---- | ---- | ---- | ---- | ---- |
| 301  | 271  | 309  | 358  | 445  | 427  | 447  | 439  | 413  |

| 1856 | 1861 | 1866 | 1872 | 1876 | 1881 | 1886 | 1891 | 1896 |
| ---- | ---- | ---- | ---- | ---- | ---- | ---- | ---- | ---- |
| 392  | 373  | 375  | 382  | 386  | 366  | 328  | 336  | 326  |

| 1901 | 1906 | 1911 | 1921 | 1926 | 1931 | 1936 | 1946 | 1954 |
| ---- | ---- | ---- | ---- | ---- | ---- | ---- | ---- | ---- |
| 305  | 312  | 306  | 272  | 252  | 237  | 236  | 226  | 223  |

| 1962 | 1968 | 1975 | 1982 | 1990 | 1999 | 2006 | 2011 | 2016 |
| ---- | ---- | ---- | ---- | ---- | ---- | ---- | ---- | ---- |
| 226  | 202  | 175  | 200  | 205  | 199  | 205  | 206  | 214  |

| 2021 | 2022 | - | - | - | - | - | - | - |
| ---- | ---- | - | - | - | - | - | - | - |
| 186  | 169  | - | - | - | - | - | - | - |

## Culture locale et patrimoine

### Lieux et monuments
- Monument

### Personnalités liées à la commune
- Albert Mathiez, historien spécialiste de la Révolution française (1874-1932) est né dans la commune et a étudié au collège Gérôme de Vesoul.